# Meioneta tianschanica
Meioneta tianschanica là một loài nhện trong họ Linyphiidae.
Loài này thuộc chi Meioneta. Meioneta tianschanica được Andrei V. Tanasevitch miêu tả năm 1989.